# Volta a Noruega
|  | No confondre amb l'anterior Volta a Noruega |

La Volta a Noruega (oficialment Glava Tour of Norway) és una competició ciclista per etapes que es disputa anualment a Noruega. Creada el 2011, ja havia tingut alguns precedents. Actualment forma part de l'UCI ProSeries amb una categoria 2.Pro.

## Palmarès
| Any  | Vencedor                 | Segon                | Tercer                |         |
| ---- | ------------------------ | -------------------- | --------------------- | ------- |
| 2011 | Wilco Kelderman          | Daniel Foder         | Vegard Robinson Bugge |         |
| 2012 | Edvald Boasson Hagen     | Simon Clarke         | Lars Petter Nordhaug  |         |
| 2013 | Edvald Boasson Hagen     | Sérgio Paulinho      | Sondre Holst Enger    |         |
| 2014 | Maciej Paterski          | Marc de Maar         | Bauke Mollema         |         |
| 2015 | Jesper Hansen            | Edvald Boasson Hagen | David López García    |         |
| 2016 | Pieter Weening           | Edvald Boasson Hagen | Sondre Holst Enger    |         |
| 2017 | Edvald Boasson Hagen     | Simon Gerrans        | Pieter Weening        |         |
| 2018 | Eduard Prades i Reverter | Alexander Kamp       | Edvald Boasson Hagen  |         |
| 2019 | Alexander Kristoff       | Kristoffer Halvorsen | Edvald Boasson Hagen  |         |
| 2020 | suspesa                  | suspesa              | suspesa               | suspesa |
| 2021 | Ethan Hayter             | Ide Schelling        | Mike Teunissen        |         |
| 2022 | Remco Evenepoel          | Jay Vine             | Lucas Plapp           |         |
| 2023 | Ben Tulett               | Magnus Sheffield     | Thibau Nys            |         |
| 2024 | Axel Laurance            | Bart Lemmen          | Ådne Holter           |         |